# Berkel en Rodenrijs
Berkel en Rodenrijs este o localitate în Țările de Jos, în comuna Lansingerland din provincia Olanda de Sud situată la periferia nordică a orașului Rotterdam. Până în 2007 localitatea era o comună separată.
1. ↑   https://gemeentegeschiedenis.nl Lipsește sau este vid: |title= (ajutor)